# Diaethria anna mixteca
Diaethria anna mixteca es una  subespecie de la especie de mariposa Diaethria anna de la familia Nymphalidae. La subespecie es endémica de México. Fue descrita originalmente bajo el nombre científico Diaethria mixteca. El holotipo macho proviene de San Gabriel, Mixtepec, Oaxaca. En la etimología, hacen referencia al lugar donde se descubrieron los ejemplares para su descripción.

## Descripción
Alas anteriores de base a ápice, 20-23 mm. El margen costal y externo de las alas anteriores son ligeramente convexo, margen interno casi recto y ápice ligeramente curvo. Alas anteriores en si vista dorsal son de color negro oscuro, con una banda iridiscente verde-azul. Área basal y potsbasal de la celda discal, y área submediana provista de escamas verde-azules. En el área subapical con dos manchas blancas pequeñas. Margen externo con pelos cortos de color blanco y negro (solo a la altura de las venas), y pelos cortos negros en el margen interno. En las alas posteriores los tres márgenes tienen forma convexa, el externo con ligera ondulación. En su vista dorsal las alas posteriores son de color negro, con una línea submarginal azul iridiscente. Presenta pelos cortos de color blanco en el borde del ala. El área postdiscal presenta una banda ancha diagonal de color negro y termina en la región subapical. En el área apical presenta dos líneas negras delgadas que se unen con la banda ancha negra del centro del ala. En el área discal presenta un punto negro encima del área roja. En las alas posteriores en su vista ventral, el color de fondo es blanco. Presenta una línea marginal delgada de color negro, dos asubmarginales separadas del mismo color. Presenta una línea paralela que se une con una de las líneas submarginales y otra con la vena 2A, esta última continúa por el área postbasal. Presenta una banda roja en el margen costal sin llegar al área apical. En el centro presenta son figuras en forma de “ochos”, de ahí proviene el nombre común, ya que se les llama mariposas ochenta ocho, a varias especies del género Diaethria, que presentan una figura similar.
Las antenas en su vista ventral son negras son divisiones blancas, ápice negro y punta anaranjada. Las antenas son de color negro con algunas escamas blancas, ápice completamente negro. Cabeza en su vista dorsal es negra con pelos blancos en el centro de los ojos y por detrás de estos. Tórax, y abdomen de color negro. Las alas posteriores en su vista ventral son de base de color blanco, con una banda roja ancha que abarca región submediana y mediana o discal. Palpos son de color blanco, con una línea negra en cada palpo. Tórax, patas y abdomen son de color blanco. La hembra es similar al macho, pero el punto blanco en su vista dorsal es más grande.

## Distribución
Suroeste de México, en los estados de Chiapas, Guerrero y suroeste de Oaxaca.

## Hábitat
Bosque mesófilo de montaña del sur de Guerrero, Oaxaca y suroeste de Chiapas. Y áreas cercanas a la costa. Desde el nivel del mar hasta aproximadamente a 1300 m s. n. m.